# Lee Atack
Lee Atack (Leeds, 10 gennaio 1953) è un ex calciatore inglese naturalizzato statunitense di ruolo difensore.

## Carriera
Si forma calcisticamente nella rappresentativa dell'università di San Francisco.
Nella stagione 1975 viene ingaggiato dai L.A. Aztecs, franchigia della NASL, con cui raggiunge i quarti di finale, mentre la stagione seguente si fermò al primo turno dei play off.
Nel 1976 passa alla neonata franchigia dell'American Soccer League degli Oakland Buccaneers, con cui fallisce l'accesso ai playoff per il titolo del torneo 1976.
La stagione seguente rimane nella ASL, questa volta in forza ai Sacramento Spirits, con cui dopo aver vinto la Western Division, perdendo però la finale playoff contro i N.J. Americans. 
Nel campionato 1978 torna a giocare nella NASL, in forza alla neonata franchigia degli Oakland Stompers, con cui fallisce l'accesso ai playoff per il titolo. 
La stagione seguente Atack segue la franchigia nel suo trasferimento a Edmonton, Canada, ove la società assume il nuovo brand degli Edmonton Drillers. Anche con i Drillers fallirà l'accesso ai playoff per il titolo.
Nella stagione 1980 torna a militare nella ASL, assumendo l'incarico di allenatore-giocatore del Golden Gates Gales, con cui non riesce ad accedere ai playoff per il titolo.
Chiuderà la carriera agonistica nella Major Indoor Soccer League in forza ai San Francisco Fog nel 1981.